# Administrativna podjela Kiribatija
Država Kiribati nema službenu administrativnu podjelu, ali ju je moguće podijeliti zemljopisno na tri skupine otoka:
- Gilbertovi otoci
- Linijsko otočje
- Otočje Phoenix

Do neovisnosti Kiribati su bili podjeljeni na šest okruga:
- Banaba
- Tarawa
- Sjeverni Gilbertovi otoci
- Središnji Gilbertovi otoci
- Južni Gilbertovi otoci
- Linijsko otočje

Četiri bivša okruga (uključujući Tarawa) dio su Gilbertovih otoka, gdje živi većina stanovništva Kiribatija. Samo tri Linijska otoka su naseljena, dok je Otočje Phoenix nenaseljeno osim otoka Kanton na kojem živi četrdesetak osoba. Sama Banaba je slabo naseljena prema podacima iz 2012. godine na njoj živi 335 stanovnika.

## Otočno vijeće
Kiribati imaju ukupno 21 naseljeni otoka. Svaki naseljeni otok ima svoje vijeće. Dva otoka imaju više od jednog otočnog vijeća. Tarawa ima tri, a Tabiteuea ima dva što je ukupno 24 lokalna vijeća.
| Banaba 1. Banaba Tarawa 1. Betio (Tarawa) 1. Južna Tarawa (Tarawa) 1. Sjeverna Tarawa (Tarawa) Sjeverni Gilbertovi otoci 1. Makin 1. Butaritari 1. Marakei 1. Abaiang Središnji Gilbertovi otoci 1. Maiana 1. Abemama 1. Kuria 1. Aranuka | Južni Gilbertovi otoci 1. Nonouti 1. Sjeverni Tabiteuea (Tabiteuea) 1. Južni Tabiteuea (Tabiteuea) 1. Beru 1. Nikunau 1. Onotoa 1. Tamana 1. Arorae Linijski otoci 1. Kiritimati 1. Tabuaeran 1. Teraina 1. Kanton (dio Otočja Phoenix) |